# For the Loveless Lonely Nights
For the Loveless Lonely Nights er den første ep fra det danske doom metal-band Saturnus.

## Spor
1. "Starres" – 5:28
2. "For Your Demons" – 4:26
3. "Thou Art Free" – 4:44
4. "Christ Goodbye (live)" – 7:11
5. "Rise of Nakkiel (live)" – 6:37
6. "Consecration" – 7:27